# Staworowo
Staworowo – wieś w Polsce położona w województwie podlaskim, w powiecie sokólskim, w gminie Sidra. 
Ród Staworków pochodzi z tej wsi. W pobliżu znajduje się wieś Dubaśno.
Wieś magnacka położona była w końcu XVIII wieku  w powiecie grodzieńskim województwa trockiego. W latach 1975–1998 miejscowość administracyjnie należała do województwa białostockiego.
Wierni kościoła rzymskokatolickiego należą do parafii Świętej Trójcy w Sidrze.